# هاباج لويد
هاباج لويد هي شركة نقل متعددة الجنسيات مقرها ألمانيا. وتتكون من خط شحن حاويات الشحن هاباج لويدأيه جي الذي يمتلك بدوره شركات تابعة أخرى مثل هاباج لويد كروزرز. تعتبر ذراع نقل الحاويات في هاباج لويد أيه جيه خامس أكبر ناقلة حاويات في العالم من حيث قدرة السفن. تأسست الشركة في عام 1970 باندماج شركتين ألمانيتين للنقل البحري/البحري هما هامبورغ أمريكا لاين الذي يعود تاريخه إلى عام 1847 نورث جيرمن لويد الذي تم تشكيله في عام 1856.
كان تأسيسها، شهدت هاباج لويد تغييرات بين مساهميها وخضعت أيضًا لعدد من عمليات الدمج مع شركات أخرى. على سبيل المثال، استحوذت شركة هاباج لويد بالكامل على شركة توي إيه جي (هانوفر) وأصبحت شركة تابعة لها في عام 1998. وأعقب هذا الحدث الكبير قيام توي إيه جي ببيع حصة أغلبية من هاباج لويد للعديد من المستثمرين من القطاع الخاص في هامبورغ في عام 2009 ومرة أخرى في 2012. تشمل الأحداث المهمة الأخرى في تاريخ الشركة استحواذ هاباج لويد على CP Ships في عام 2005 بالإضافة إلى اندماج هاباج لويد مع أعمال الحاويات شركة فابور أمريكا الجنوبية في عام 2014، وشركة الشحن العربية المتحدة في عام 2017.
حاليًا، يمتلك العديد من المستثمرين من القطاعين العام والخاص أسهم الشركة، وتسيطر شركة كلاوس مايكل كوهن على الحصة الأكبر، تليها شركة فابور أمريكا الجنوبية.

## التاريخ
تم تأسيس هاباج لويد في عام 1970 من خلال اندماج شركة خط هامبورغ الأمريكي (هاباج) وشركة لويد الألمانية الشمالية.

### هاباج
تأسست هامبورغ أمريكا لاين للشحن عبر المحيط الأطلسي في هامبورغ. في عام 1912 قامت هاباج ببناء أول خطوط المحيطات «الثلاثة الكبار». الإمبراطور، تليها أختها فاترلاند. كانت الأخت الثالثة بسمارك قيد الإنشاء عند اندلاع الحرب العالمية الأولى وتم الانتهاء منها بعد الحرب من أجل وايت ستار لاين باسم ماجستيك. كانت هذه الخطوط الأولى التي تجاوزت 50000 طن إجمالي وطول 900 قدم. خلال الحرب العالمية الأولى تم القضاء على غالبية أسطول هاباج المكون من 175 سفينة وكان لا بد من تسليم معظم السفن الباقية (بما في ذلك «الثلاثة الكبار») إلى الجانب الفائز كتعويضات حرب. بعد نهاية الحرب أعادت هاباج بناء أسطولها بسفن أصغر بكثير مما كانت عليه قبل الحرب ولكن تم القضاء على أسطولها في الغالب خلال الحرب العالمية الثانية مع تسليم السفن الباقية إلى قوى الحلفاء.

### شمال لويد الألمانية
تأسست شركة نورث جيرمن لويد في عام 1857 في مدينة - ولاية بريمن حيث تقدم خدمات نقل الركاب والبضائع بين بريمن ونيويورك مع التركيز على الهجرة إلى الولايات المتحدة. بدأت الخدمة في يونيو 1858 ببريمن وهي الأولى من أربع سفن بخارية وأنشأت الشركة قاعدتها الأمريكية في هوبوكين نيو جيرسي. قامت نورث جيرمن لويد في النهاية ببناء أسطول كبير من السفن التي حملت عدة آلاف من المهاجرين باتجاه الغرب، مع نقل حوالي 218000 راكب عبر المحيط الأطلسي في عام 1913 وحده.
أدى اندلاع الحرب العالمية الأولى إلى اعتقال 32 سفينة في الموانئ الأمريكية وتغير الوضع فيما بعد إلى مصادرة عندما دخلت الولايات المتحدة الحرب في عام 1917. وبالمثل تمت مصادرة قاعدتها في هوبوكين وتم تسليمها إلى البحرية الأمريكية التي استخدمت كنقطة عبور طوال المدة. كما هو الحال مع هاباج تمت مصادرة سفن نورث جيرمن لويد التي نجت من الحرب في النهاية كتعويض مما ترك الشركة لتبدأ من جديد من الصفر.
تم استئناف العمليات الأمريكية في عام 1922 عندما تمكنت نورث جيرمن لويد من شراء قاعدتها السابقة من إدارة الممتلكات الأجنبية في الولايات المتحدة. أطلق نورث جيرمن لويد جديد بريمن وأوروبا في 1929-1930.
خلال الحرب العالمية الثانية كررت نورث جيرمن لويد تجربتها في الحرب العالمية الأولى حيث تم احتجاز بعض أجزاء أسطولها مرة أخرى عند اندلاع الحرب، بينما ظل عدد من السفن تحت سيطرة نورث جيرمن لويد. كان أحد هذه الاستثناءات هو بريمن التي تسابقت عبر المحيط الأطلسي وحصلت على الحماية في مورمانسك في عام 1939 قبل أن تندفع في النهاية إلى بريمرهافن، حيث دمرت في النهاية بنيران عام 1941.
استؤنفت خدمة الركاب في عام 1954 حيث كانت جريبشولم تنتمي سابقًا إلى الخط الأمريكي السويدي (تم تغيير اسم السفينة إلى MS Berlin فقط في العام التالي). في وقت لاحق، تم شراء سفينتين أخريين مستعملتين SS Bremen (سابقًا باستور) ويوروبا (كونغشولم التابع لشركة الخط الأمريكي السويدي).
حققت نورث جيرمن لويد العديد من سجلات السرعة على مر السنين. كان من أبرزها الرقم القياسي في السباق بين ساوثهامبتون ونيويورك لمدة ثمانية أيام في عام 1881، والذي حدده إلبه؛ والرقم القياسي لأسرع عبور عبر الأطلسي سجلته بريمن الجديدة في عام 1929 (انظر بلو ريباند).

### هاباج لويد
استمرت هاباج ونورث جيرمن لويد في المنافسة حتى إنشاء خط حاويات مشترك. تم إنشاء «خط حاويات هاباج لويد» الذي تأسس عام 1967 ويعمل من عام 1968 فصاعدًا لتقاسم الاستثمارات الضخمة المتعلقة بنقل الأساطيل بالحاويات. اندمجت الشركتان أخيرًا في 1 سبتمبر 1970 تحت اسم هاباج لويد.
تم الاستحواذ على هاباج لويد في عام 1998 من قبل توي إيه جي (منذ عام 2002 تسمى توي إيه جي (هانوفر)) وهي تكتل سياحي وأصبحت شركة فرعية مملوكة بالكامل لها في عام 2002.
في عام 2008، أعلنت توي إيه جي عن نيتها بيع حصتها بالكامل في أنشطة الشحن هاباج لويد قبل نهاية ذلك العام. وتوقعت تكهنات الصناعة سعر بيع يقارب 5.9 مليار دولار.
في عام 2019، استحوذت هاباج لويد على حصة 10 بالمائة في محطة الحاويات 3 (TC3) في ميناء طنجة في المغرب.

#### أنشطة شركات الطيران
أسست هاباج لويد شركة الطيران المستأجرة هاباج لويد في عام 1972، حيث اشترت عددًا قليلاً من طائرات بوينج 727 لنقل ركاب الرحلات البحرية من ألمانيا إلى موانئ الرحلات البحرية. أضافت شركة الطيران في النهاية بعض رحلات الركاب المنتظمة أيضًا. استخدمت هاباج لويد رمز IATA HF وأصبحت شركة فرعية مملوكة مباشرة لشركة توي إيه جي في عام 1999.

## عمليات الدمج والاستحواذ

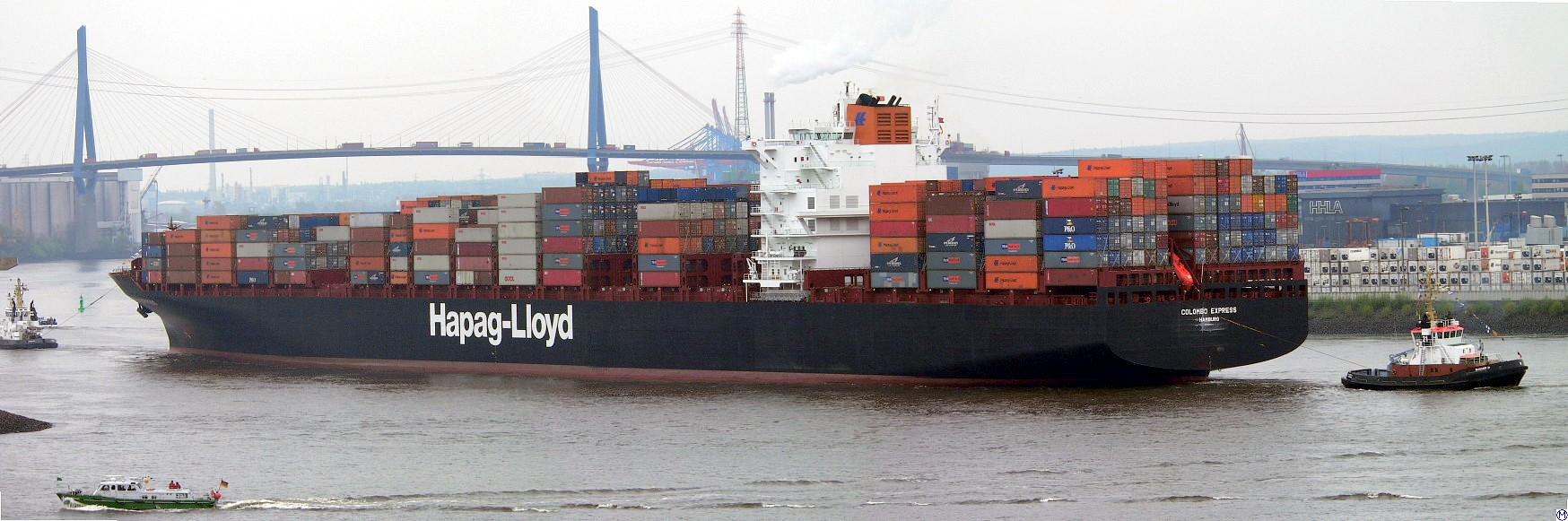
هاباج لويد هي شركة نقل متعددة الجنسيات مقرها ألمانيا. وتتكون من خط شحن حاويات الشحن هاباج لويدأيه جي الذي يمتلك بدوره شركات تابعة أخرى مثل هاباج لويد كروزرز.

### سي بي سفن ليمتد
في 21 أغسطس 2005، وافقت توي إيه جي على الاستحواذ على شركة سفن CP الكندية مقابل 1.7 مليار يورو (2.0 مليار دولار أمريكي) نقدًا. كانت الصفقة التي تمت الموافقة عليها من قبل مجالس إدارة كل من سفن شركة CP وتوي إيه جي والمساهمين ناجحة وجعلت الأسطول المشترك خامس أكبر أسطول من حيث السعة في سوق شحن الحاويات في جميع أنحاء العالم.

### هامبورغ سود
في أواخر عام 2012، أعلنت هاباج لويد أنها تدرس إمكانية الاندماج مع مواطنها الأصغر هامبورغ سود. تم إفشال خطط الاندماج عندما لم يتوصل مساهمو ومالكو شركة هامبورغ سود إلى اتفاق مع أصحاب المصلحة في هاباج لويد. بعد هذا الحدث ظلت هامبورغ سود شركة خاصة ومستقلة حتى ديسمبر 2016 عندما أعلن قسم نقل الحاويات في شركة الخدمات اللوجستية والطاقة الدنماركية ميرسك سيلاند أنه سيشتري هامبورغ سود.

### شركة فابور أمريكا الجنوبية (CSAV)
في عام 2014، استحوذت هاباج لويد على أعمال الحاويات في شركة فابور أمريكا الجنوبية (CSAV) في تشيلي حيث أصبحت الأخيرة مساهمًا رئيسيًا في هاباج لويد. هذا جعل هاباج لويد رابع أكبر شركة شحن حاويات في العالم في ذلك الوقت.

### الملاحة العربية المتحدة (UASC)
في أبريل 2016، أعلنت هاباج لويد أنها تجري محادثات اندماج مع شركة الملاحة العربية المتحدة (UASC). تم الاتفاق على الاندماج في وقت لاحق في عام 2016 وتم الانتهاء من التكامل بين الشركتين في عام 2017. في وقت الاندماج تم الإبلاغ عن UASC لتكون عاشر أكبر شركة شحن في العالم بأسطول من 56 سفينة وحصة سوقية من 2.7 في المئة.